# Anton Deitmar

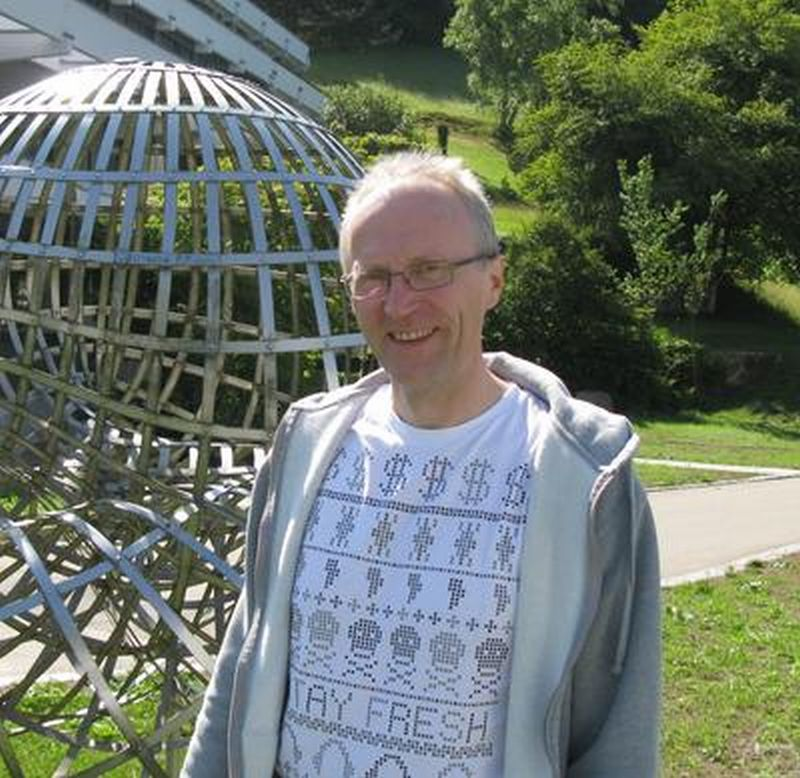
Anton Deitmar, Oberwolfach 2011

Anton Deitmar (* 1960 in Neuenkirchen) ist ein deutscher Mathematiker, Hochschullehrer an der Universität Tübingen und Lehrbuchautor.
Deitmar studierte ab 1980 Philosophie und Mathematik an der  Universität Münster mit dem Diplom in Mathematik 1985. Er wurde dort 1988 bei Jürgen Elstrodt promoviert (Spurformeln für Integraloperatoren auf dem Raum der invarianten Differentialformen). Danach war er wissenschaftlicher Mitarbeiter in Münster und 1991 Gastforscher am Max-Planck-Institut für Mathematik in Bonn. 1992 wurde er Assistent an der Universität Heidelberg, an der er sich 1995 habilitierte und danach ein Heisenberg-Stipendium erhielt. 2000 wurde er Professor an der University of Exeter und 2004 an der Universität Tübingen.
Er befasst sich mit Zahlentheorie, automorphen Formen, harmonischer Analysis und Zetafunktionen (auch in der Differentialgeometrie).

## Schriften
- Analysis, Springer Verlag, 3. Auflage 2021
- Automorphic Forms, Springer, 2012
- mit Siegfried Echterhoff: Principles of Harmonic Analysis, Springer, 2. Auflage  2014
- A first course in harmonic analysis, Springer 2005
- A panorama of Zeta functions, in: Erich Kähler, Collected Works, De Gruyter 2003, pdf